# Contea autonoma yi di Nanjian
La contea autonoma yi di Nanjian (南涧彝族自治县S, Nánjiàn Yízú ZìzhìxiànP) è una contea della Cina, situata nella provincia di Yunnan e amministrata dalla prefettura autonoma bai di Dali.